# Melanie Schulte (Schiff)
Die Melanie Schulte war ein Stückgutfrachter der Emder Reederei Schulte & Bruns und des Hamburger Handelsunternehmens Toepfer, der nur wenige Wochen nach seiner Indienststellung am 9. November 1952 aus bis dato nicht endgültig geklärter Ursache im Nordatlantik unterging. Der letzte Kontakt zu dem Schiff kam am Abend des 21. Dezember 1952 zustande. Als wahrscheinliche Ursache für den Verlust nahm das Seeamt in Hamburg eine unausgewogene Beladung des in stürmischer See fahrenden Schiffes an, weshalb kurz darauf die Beladungsvorschriften für Erz-transportierende Frachtschiffe unter deutscher Flagge geändert wurden. Der Untergang kostete 35 Besatzungsmitglieder das Leben und gilt als einer der schwersten Seeunfälle der deutschen Handelsschifffahrt nach dem Zweiten Weltkrieg.

## Wirtschaftlicher Hintergrund
Die Reederei Schulte & Bruns war seit 1890 in Emden ansässig – zunächst als Filiale der gleichnamigen Papenburger Reederei, seit 1917 als selbstständiges Unternehmen. Die Reederei war sowohl in der Binnen- wie auch in der Seeschifffahrt tätig – vornehmlich in der Frachtschifffahrt, später dann auch in der Heringsfischerei. Nach dem Zweiten Weltkrieg war das Unternehmen zunächst den wirtschaftlichen Beschränkungen durch die alliierten Besatzungsmächte unterworfen. Nachdem im April 1951 durch den Abschluss des Abkommen betreffend die Überwachung der Industrie, dem Anhang C zum Petersberger Abkommen, die Begrenzungen und Beschränkungen bezüglich der Größe und Geschwindigkeit oder des Tonneninhalts von Handelsschiffen, die von Deutschland erbaut oder anderweitig erworben werden, fielen, ging Schulte & Bruns daran, mit größeren Schiffen an der Handelsschifffahrt teilzunehmen. Der Emder Hafen war in jenen Jahren noch einer der Haupt-Importhäfen von Eisenerz für die Hütten des Ruhrgebietes. Emder Reedereien nahmen am Importgeschäft teil, fuhren Erz jedoch auch zwischen anderen Häfen. Um Leerfahrten möglichst zu vermeiden, nahmen die Schiffe in den Löschhäfen jedoch auch andere Güter auf, in der nordatlantischen West-Ost-Fahrt jener Tage vor allem nordamerikanisches Getreide. An dem Frachter beteiligte sich mit 50 Prozent das Hamburger Agrarhandelsunternehmen Toepfer. Inhaber Alfred Toepfer hatte nicht nur ein Faible für die Seefahrt, der Einstieg ins Reedereigeschäft erschien für sein Unternehmen auch aus steuerlichen Gründen lohnend. Die Beteiligung erfolgte, als das Schiff bereits im Bau war. Äußeres Zeichen für den Einstieg des Hamburger Unternehmens war, dass die Hansestadt der Heimathafen des Schiffes wurde. Die operative wirtschaftliche Lenkung übernahm das Emder Reedereikontor von Schulte & Bruns.

## Das Schiff
Die Melanie Schulte entstand auf der Werft Nordseewerke in Emden. Zwar verfügte die Reederei auch über eine eigene Werft, deren Bauplätze waren jedoch Größenbeschränkungen unterworfen. Die Schiffe der Emden-Klasse waren von den Nordseewerken als universell einsetzbare Stückgutfrachter mit verstärktem Doppelboden entwickelt worden, der sie besonders für den Einsatz in der Erzfahrt geeignet machte. Die Schiffe jener Klasse waren mit einer Länge über alles von 143 Metern, einer Vermessung von 6380 Bruttoregistertonnen und einer Tragfähigkeit von rund 10.000 tdw zum damaligen Zeitpunkt die größten, die die Werft nach dem Zweiten Weltkrieg gebaut hatte. Der Frachter war ein Shelterdecker mit mittschiffs angeordneten Aufbauten. Er verfügte über fünf Laderäume (drei vor und zwei hinter dem Deckshaus), die jeweils ein Zwischendeck besaßen. Das Ladegeschirr bestand aus zwölf Ladebäumen à 3/5 Tonnen sowie einem Schwergutbaum. Der Schiffskörper wurde zu 60 % genietet (z. B. alle Längsnähte der Plattengänge der Außenhaut und alle Spanten) und zu 40 % geschweißt. Für die Schweißarbeiten an den Hauptverbänden des Schiffes wurden ausschließlich vom Germanischen Lloyd zugelassene Schweißer eingesetzt und 70 % aller Schweißnähte geröntgt. Beim Röntgen traten nur minimale Fehler zutage, die sofort behoben wurden. Aufgrund der Erfahrungen mit den vorher gebauten Schwesterschiffen der Emden-Serie erhielt die Melanie Schulte zusätzliche Zwischendecksballasttanks zur Verbesserung der Seeeigenschaften auf Ballastreisen. Eine Besonderheit für die damaligen Schiffsoffiziere bestand darin, dass sich im Salon ein Kamin mit Delfter Kacheln befand. Den Bug des Schiffes zierte das Wappen seines Heimathafens.
Beim Stapellauf des Schiffes am 9. September lief der Frachter nicht von der Helling, sondern blieb über mehrere Stunden auf der Ablaufbahn stecken. Bei einer Untersuchung der Folgen des Stapellaufs inklusive einer Längsfestigkeitsrechnung wurden lediglich kleine Einbeulungen im Bodenbereich festgestellt, die nach dem Urteil des Germanischen Lloyd und weiterer Sachverständiger geringer als vergleichbare normale Verbeulungen während der Betriebszeit eines solchen Schiffes ausfielen und keine Schädigung des Schiffsverbands darstellten. Die Melanie Schulte hatte von der Schiffsklassifikationsgesellschaft Germanischer Lloyd die Klassifizierung + 100/A 4 E erhalten, entsprach also in allen Punkten den damals geltenden Bauvorschriften.

## Besatzung
| Stellung       | Name                    | Geburtstag     | Herkunft        |
| -------------- | ----------------------- | -------------- | --------------- |
| Kapitän        | Heinrich Rohde          | 28. Sept. 1905 | Hamburg         |
| 1. Offz.       | Lorenz Tebbens          | 17. März 1920  | Rhaudermoor     |
| 2. Offz.       | Arend Freerks           | 26. Juni 1921  | HH-Stellingen   |
| 3. Offz.       | Manfred von Schuckmann  | 5. Nov. 1921   | Bremen          |
| Funkoffizier   | Helmut Balzerssen       | 9. Jan. 1927   | Brunsbüttelkoog |
| Lt. Ing.       | Wilhelm Finkhausen      | 17. Apr. 1902  | Bremen          |
| 2. Ing.        | Wilhelm Görlach         | 20. Juli 1910  | Aurich          |
| 3. Ing.        | Helmuth Andree          | 7. Nov. 1904   | Quakenbrück     |
| 3. Ing.        | Johannes Niebuhr        | 2. Feb. 1914   | HH-Eidelstedt   |
| Elektriker     | Georg Krause            | 4. Juli 1925   | Emden           |
| Ing.-Assistent | Gerhard Welzel          | 2. Juli 1930   | Leer            |
| Ing.-Assistent | Rolf Brodthagen         | 30. Okt. 1934  | Borkum          |
| Ing.-Assistent | Wilhelm Lindenbeck      | 20. Okt. 1931  | Jheringsfehn    |
| Koch           | Fr.-Wilhelm Wiethüchter | 27. Nov. 1930  | Bremen          |
| Kochsmaat      | Johannes van der Wall   | 18. Feb. 1931  | Jheringsfehn    |
| Salonsteward   | Werner Oldenburger      | 24. Okt. 1914  | Aurich          |
| Messesteward   | Rudolf Giebner          | 10. Jan. 1928  | Emden           |
| Messejunge     | Jürgen Boelsen          | 2. Okt. 1936   | Norderney       |
| Messejunge     | Georg Schweers          | 18. Nov. 1936  | Aurich          |
| Bootsmann      | Willi Schlimmermeyer    | 4. Juli 1916   | Leer            |
| Zimmerer       | Hermann Fokkena         | 24. Dez. 1925  | Emden           |
| Matrose        | Bernhard Pommer         | 29. Nov. 1932  | Leer            |
| Matrose        | Johannes Weber          | 14. Sept. 1920 | Warsingsfehn    |
| Matrose        | Hermann Guhling         | 29. Jan. 1923  | Hamburg         |
| Matrose        | Heinrich G. Freese      | 8. März 1932   | Leer            |
| Matrose        | Werner Nickel           | 20. Dez. 1928  | HH-Bramfeld     |
| Leichtmatrose  | Horst Kimmerle          | 13. Jan. 1936  | Düren           |
| Leichtmatrose  | Johann Tromp            | 30. Sept. 1932 | Loppersum       |
| Jungmann       | Fritz Cassens           | 4. Sept. 1935  | Neermoor        |
| Decksjunge     | Alfred Körte            | 14. Dez. 1931  | Westrhauderfehn |
| Decksjunge     | Hans Misenta            | 20. Okt. 1932  | LU-Oppau        |
| Decksjunge     | Konrad Berlage          | 27. März 1930  | Papenburg       |
| Reiniger       | Paul Dirks              | 22. Feb. 1930  | Hinte           |
| Reiniger       | Jan Hesse               | 19. Nov. 1929  | Emden           |
| Reiniger       | Walter Pätzold          | 10. Dez. 1926  | Neermoor        |

Die Melanie Schulte hatte eine Besatzung von 35 Mann. Kapitän Heinrich Rohde galt als in der Erzfahrt erfahrener Schiffsführer. Er war noch auf Segelschiffen zur See gefahren und hatte unter anderem auf dem HAPAG-Passagierschiff Patria als Zweiter Offizier gedient. Als Erster und Zweiter Offizier fungierten Lorenz Tebbens und Arend Freerks. Tebbens hatte zuvor schon über ein Jahr Fahrzeit auf dem Schwesterschiff Henriette Schulte absolviert und war daher mit dem Schiffstyp gut vertraut. Der Dritte Offizier, Manfred von Schuckmann, hatte seine Marinelaufbahn als Seekadett auf dem Schlachtschiff Tirpitz begonnen und dessen Versenkung 1944 überlebt. Für den Kontakt mit der Außenwelt war Funkoffizier Helmut Balzerssen zuständig. Ältestes Besatzungsmitglied war der 50-jährige Leitende Ingenieur Wilhelm Finkhausen, Jüngster an Bord der Messejunge Georg Schweers, der während der Jungfernfahrt sein 16. Lebensjahr vollendete. Das Durchschnittsalter der Besatzung war niedrig: 28 der 35 Seeleute waren jünger als 33 Jahre. Mit Ausnahme von dreien wurden sämtliche Besatzungsmitglieder an der Waterkant geboren.

## Einsatz und Untergang

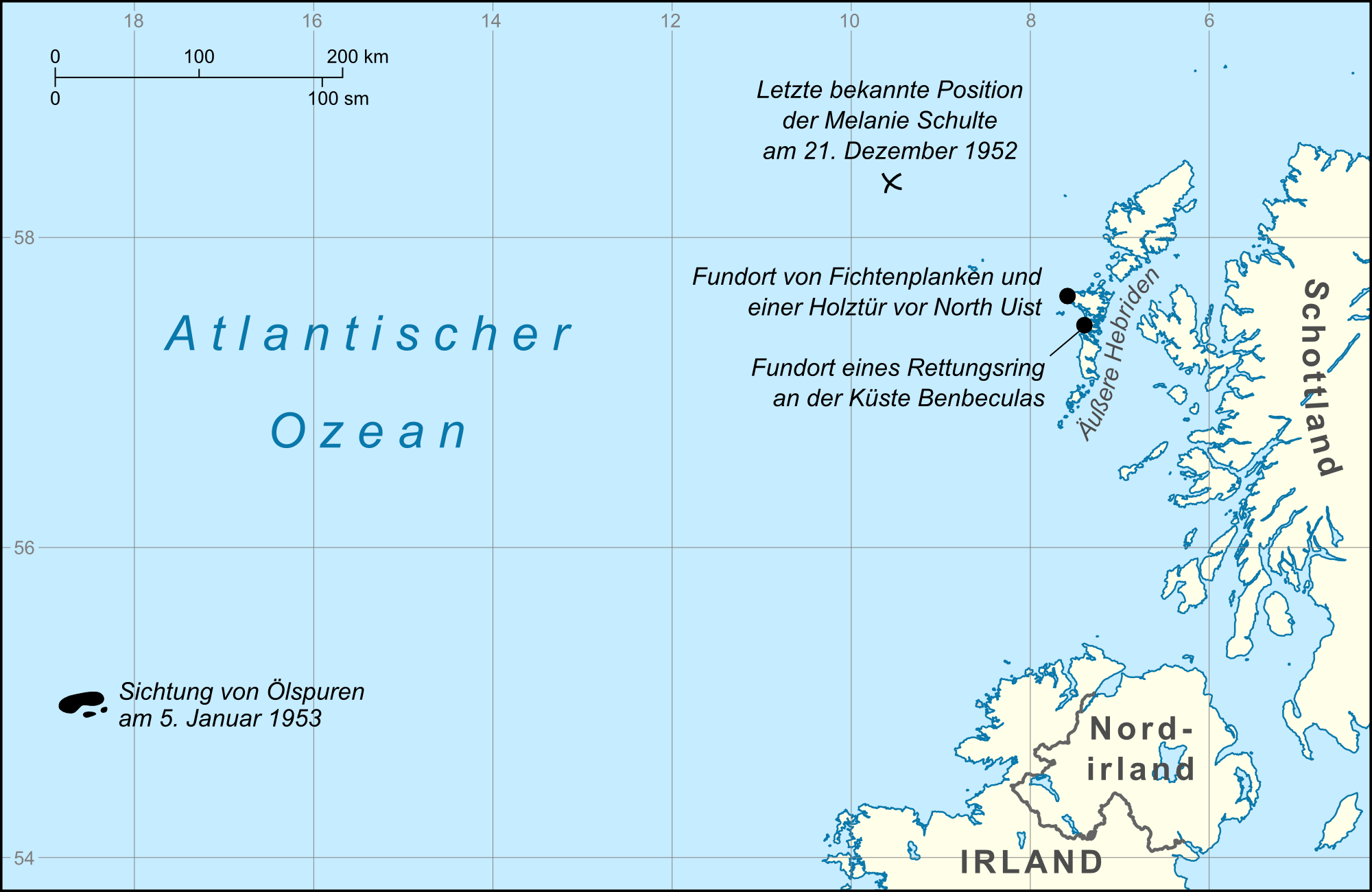
Die letzte bekannte Position sowie die Fundorte von Ölflecken und Wrackteilen

Nach ihrer Indienststellung am 9. November 1952 führte die Jungfernfahrt die Melanie Schulte in Ballast an die Ostküste Québecs. Auf der Reise traten eine Undichtigkeit im Zwischendecktank Nr. 2 und beidseitige leichte Niet- und Nahtleckagen im Unterraum Nr. 1 auf, die durch Zementkästen verschlossen wurden. Außerdem stellte die Besatzung Schäden im Bereich des Bootsdecks und der Verschanzung fest. In Québec lud das Schiff Getreide und verließ den Hafen am 27. November. Nach dem Eintreffen im Hamburger Hafen am 10. Dezember 1952 und dem Löschen wurden 14 Tonnen der Getreideladung reklamiert, die durch Leckagen im Vor- und Achterschiff beschädigt worden waren. Während des Hafenaufenthalts in Hamburg beseitigte die Hamburger Maschinenfabrik im Auftrag der Bauwerft acht Leckstellen. Am 13. Dezember 1952 setzte die Melanie Schulte ihre Fahrt in Ballast nach Narvik fort, wo sie am Nachmittag des 16. Dezember 1952 am Kai festmachte. Das Beladen des Schiffes mit 9.306 Tonnen schwedischem Eisenerz in dem norwegischen Hafen dauerte etwas mehr als einen Tag: Am frühen Abend des 17. Dezember legte die Melanie Schulte ab. Bestimmt war das Erz für US Steel, die Reise sollte nach Mobile (Alabama) führen. Angesichts des zu erwartenden Wetters und des damit einhergehenden Seegangs befürchtete die Schiffsführung, dass der Schiffspropeller während der Überfahrt blindschlagen könnte, dass also die Schraube bei hohem Wellengang periodisch ganz oder teilweise aus dem Wasser ragt, was zum einen die Maschine überlasten kann und zum anderen dem Schiff kurzzeitig die Steuerfähigkeit nimmt. Um dieses Risiko in schwerer See zu minimieren, ließ die Schiffsführung das Erz wie folgt laden: Der vorderste Laderaum blieb leer, 2875 Tonnen in den Laderaum II, 3018 Tonnen in den Laderaum III, 2408 Tonnen in den Laderaum IV und 1000 Tonnen in den Laderaum V. Der Großteil des Erzes (etwa 8300 Tonnen) befand sich also in den Laderäumen unmittelbar vor und hinter dem mittschiffs gelegenen Maschinenraum, weitere 1000 Tonnen im achtersten der fünf Laderäume. Durch diese Verteilung mit fast 90 Prozent der Ladung in den drei mittschiffs gelegenen Laderäumen und dem Rest achtern erhielt das Schiff einen Abgangstiefgang von 7,8 Meter vorne und 8,5 Meter achtern. Ein Abwettern des vorhergesagten Sturms erschien dem Kapitän auch deswegen nicht nötig, weil die Melanie Schulte bereits auf ihrer Rückfahrt von Québec in einem Sturm mit Stärke 9 ihre Seetüchtigkeit bewiesen hatte.
Die Route von Narvik in den Hafen an der Küste des Golfs von Mexiko führte über den Nordatlantik, die Britischen Inseln nördlich passierend. Der Frachter stampfte – jahreszeittypisch – gegen schwere Seen aus West. Der vorletzte Funkspruch des Schiffes wurde vier Tage nach dem Auslaufen nachmittags um 14:40 Uhr abgesetzt. In ihm teilte Kapitän Rohde mit, dass er sich auf Seeposition 58 Grad, 22 Minuten Nord und 9 Grad 33 Minuten West befinde, mithin zirka 90 Seemeilen nordwestlich der Insel Lewis in den Äußeren Hebriden. Der letzte Funkkontakt kam am 21. Dezember um 22 Uhr mit Norddeich Radio zustande: Funkoffizier Balzerssen fragte bei der Seefunkstation nach, ob noch weitere Funksprüche vorlägen, was nicht der Fall war. Die nächste turnusgemäße Meldung wäre nicht vor dem darauffolgenden Morgen um 8 Uhr gesendet worden. Für den Fall dringender Verbindungswünsche in der Nacht gab es ein Autoalarmgerät, das die Funker auf vorliegenden Funkverkehr aufmerksam gemacht hätte. Die Melanie Schulte meldete sich am nächsten Morgen nicht aus eigener Initiative, was zunächst keine Besorgnis auslöste. Die vereinbarte Positionsmeldung am 23. Dezember allerdings blieb ebenfalls aus, was man sich an Land damit erklärte, dass die Funkanlage möglicherweise kurzzeitig ausgefallen sein könnte.

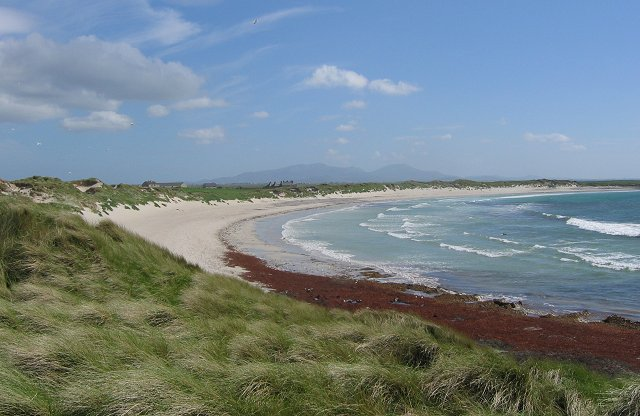
Strand von Benbecula

An Heiligabend ließ Reeder Heinrich Schulte mittags – wiederum über Norddeich Radio – seinen drei auf See befindlichen Schiffen Weihnachtsgrüße übermitteln. Während die Schwesterschiffe Henriette Schulte, unterwegs von Brake zum Golf von Mexiko, und Heinrich Schulte, auf dem Weg von Newport News nach Havanna, die Wünsche entgegneten, blieb der Spruch von der Melanie Schulte aus. Als der Reeder am Ersten Weihnachtsfeiertag den Funkspruch noch einmal wiederholen ließ und erneut keine Reaktion kam, begann eine Suchaktion nach dem Schiff, von dem seit vier Tagen kein Lebenszeichen mehr vernommen wurde. Norddeich Radio sendete eine Bitte an alle Schiffe im betreffenden Seegebiet, nach der Melanie Schulte Ausschau zu halten. Das Auswärtige Amt ersuchte über die deutsche Botschaft in London die britische Regierung, sich an der Suche zu beteiligen. Britische Flugzeuge stiegen daraufhin auf, um den Erzfrachter auszumachen – eine Suche, die bis in den Januar hinein andauerte. Am 5. Januar schließlich entdeckte ein Pilot einen großen Ölfleck in einem Seegebiet bei den Koordinaten 54° 58′ N, 18° 32′ W, also mehr als 200 Seemeilen westlich der Nordwestspitze Irlands. Da es andere Schiffsverluste in diesem Seegebiet nicht gab, deuteten die Aufklärer dies als Hinweis auf den Emder Frachter.
Gewissheit über den Untergang der Melanie Schulte gab es erst Wochen später. Zunächst wurden am 23. Januar zwanzig zerfetzte Fichtenplanken und am 5. Februar eine Holztür mit dem Messingschild „Mithörleitung“ an der Küste der Hebriden-Insel North Uist angespült. Endgültige Klarheit gab es, als die See am 17. Februar an der Westküste der Hebriden-Insel Benbecula einen Rettungsring freigab, der die Aufschrift des Emder Frachters trug.

## Seeamtsverhandlung und Auswirkungen
Am 23. April 1953 setzten sich die Mitarbeiter des Seeamts in Hamburg in einer eintägigen Verhandlung mit der vermutlichen Ursache auseinander und fassten ihre Ergebnisse später in einem 74-seitigen Verhandlungsprotokoll zusammen. In der Seeamtsverhandlung wurden außer den Unterlagen unter anderem 20 Zeugen und Sachverständige gehört. Der Vertreter des Germanischen Lloyd, Hansen, fasste Erkenntnisse über die Konstruktion, Klassifikation und Fragen der Schiffssicherheit der Melanie Schulte zusammen, Gutachter Hebecker ging sehr ausführlich auf die Aspekte Beladung, Wetter- und Seeverhältnisse, Seegangs- und Begegnungsperioden und die gefundenen Trümmer des Schiffes ein und der Sachverständige für Minenfragen, von Grumbko, referierte zum Thema Erzladungen. Ein weiteres Gutachten, das im Seeamtsverfahren aufgrund der Ausführlichkeit hervorgehoben wurde, kam von Götschenberg.
Die Gutachter bei der Seeamtsverhandlung wiesen auf eine Reihe von vergleichbaren Fällen hin, darunter auf den eines britischen Schutzdeckschiffes im Jahre 1934. Dieses hatte 82 Prozent seiner Ladung in den Laderäumen II, III und IV geladen und 18 Prozent vorne und achtern. Es erwies sich in einem Sturm mit schwerem Seegang als in der Mitte zu schwer beladen und brach in einem Wellental auseinander. Vorne und achtern war der Auftrieb zu groß, in der Mitte war das Schiff zu schwer. Die Melanie Schulte hatte sogar 89,3 Prozent ihrer Ladung in den mittleren drei der fünf Laderäume. Das Hebecker-Gutachten führte dazu in einer Längsfestigkeitsberechnung unter Zugrundelegung der üblichen anzunehmenden Seegangsverhältnisse, nämlich Wellen von etwa 130 Metern Länge und 6,5 Metern Höhe, aus, dass die Druckbelastungen im Wellental auf das Doppelte gegenüber normalen Verhältnissen anstiegen, während die Zugbelastungen auf dem Wellenberg lediglich 40 % der zulässigen Werte betrugen. Laut dem Seewetteramt konnten zur fraglichen Zeit aber Wellen von etwa 80 Metern Länge und 8 Metern Höhe angenommen werden, wobei die Besatzungen von Fischdampfern im fraglichen Gebiet von einer Dünung von 9 bis 10 Metern berichteten. Hansen rechnete daraus eine weitere Erhöhung der auftretenden Kräfte hoch: Biegemomente von über 90.000 Metertonnen, Druckspannungen über 2500 Kilogramm/Quadratzentimeter – Werte, die das Vorschiff wahrscheinlich nach oben brechen ließen, wobei vermutlich auch der Mittschiffsaufbau in Längsrichtung zusammengedrückt wurde.
Im Spruch des Seeamts wurde zwar betont, dass eine abschließende Klärung mangels Augenzeugen nicht zu leisten sei, es seien lediglich „Vermutungen, jedoch keine bestimmten Feststellungen möglich“. Der Vorsitzende machte außerdem deutlich: „Wahrscheinlich hat das Zusammentreffen einer ungünstigen Verteilung der Ladung im Schiff mit einer ungewöhnlichen Schlechtwetterlage einschließlich Windsee und Dünung […] zu einer derart hohen Druckbeanspruchung im Schiff geführt, daß ein so schnelles Zusammenbrechen des Schiffes erfolgt ist, daß auch zur Abgabe eines Funkspruches keine Möglichkeit mehr bestand.“ Die Melanie Schulte war, so die Vermutung des Seeamtes, in einem Wellental zwischen zwei hohen Wellenbergen zusammengebrochen, weil die stark beladene Schiffsmitte den Belastungen nicht standhielt. Die Ladungsverteilung wurde als „ungünstig“ bewertet.
Die Melanie Schulte war kein vom Germanischen Lloyd ausdrücklich als Erzfrachter klassifiziertes Schiff, sondern ein herkömmlicher Stückgutfrachter, dessen Doppelboden im Hinblick auf die vorgesehene Erzfahrt verstärkt konstruiert wurde. Nach dem seinerzeitigen Stand der Literatur über die Erzfahrt konnten die an den Enden gelegenen Laderäume unter Umständen leer bleiben. Ein entsprechender Hinweis fand sich in dem damals von Nautikern viel beachteten Fachbuch Die Ladung. Für den entsprechenden Passus in dem Werk gab es jedoch einen Hinweis im lose beiliegenden Druckfehlerverzeichnis, in dem es hieß, dass dies „nicht für alle Schiffe“ gelte. Genauer beschäftigte sich der 1943 in der Hansa erschienene Aufsatz Schiffe in der Erzfahrt von F. Winkler mit dem Thema, dessen als „Winkler-Norm“ bezeichnete Beladungsempfehlung für Fünflukenschiffe im Falle der Melanie Schulte zu erheblich geringeren Beanspruchungen des Schiffsrumpfes geführt hätte, wie Vergleiche im Seeamtsverfahren zeigten.
Gutachter Hebecker erhob im Seeamtsverfahren die Forderung, dass alle Erz transportierenden Frachter die Erzfrachter-Klassifizierung des Germanischen Lloyd erhalten müssten. Diese Forderung machte sich das Seeamt jedoch nicht zu eigen und verwies darauf, dass es Reedereien gebe, die die Erzbeförderung dann komplett einstellen müssten. Das Unglück der Melanie Schulte sei als Einzelfall zu bewerten. Die Werft baute in den Jahren 1951 bis 1957 insgesamt rund 20 Schiffe desselben Typs, die ohne größere Zwischenfälle fuhren.
Das Hängenbleiben während des Stapellaufs hingegen – obgleich unter abergläubischen Seeleuten immer als böses Omen verstanden – hatte auf das Unglück vermutlich keinen Einfluss. Zwar wurden etwa eineinhalb Monate nach dem Stapellauf kleinere Risse im Schiffsrumpf entdeckt. Diese waren nach gemeinsamer Einschätzung von Reederei, Werft und auch dem Germanischen Lloyd jedoch ohne Einfluss auf die Seetüchtigkeit gewesen.

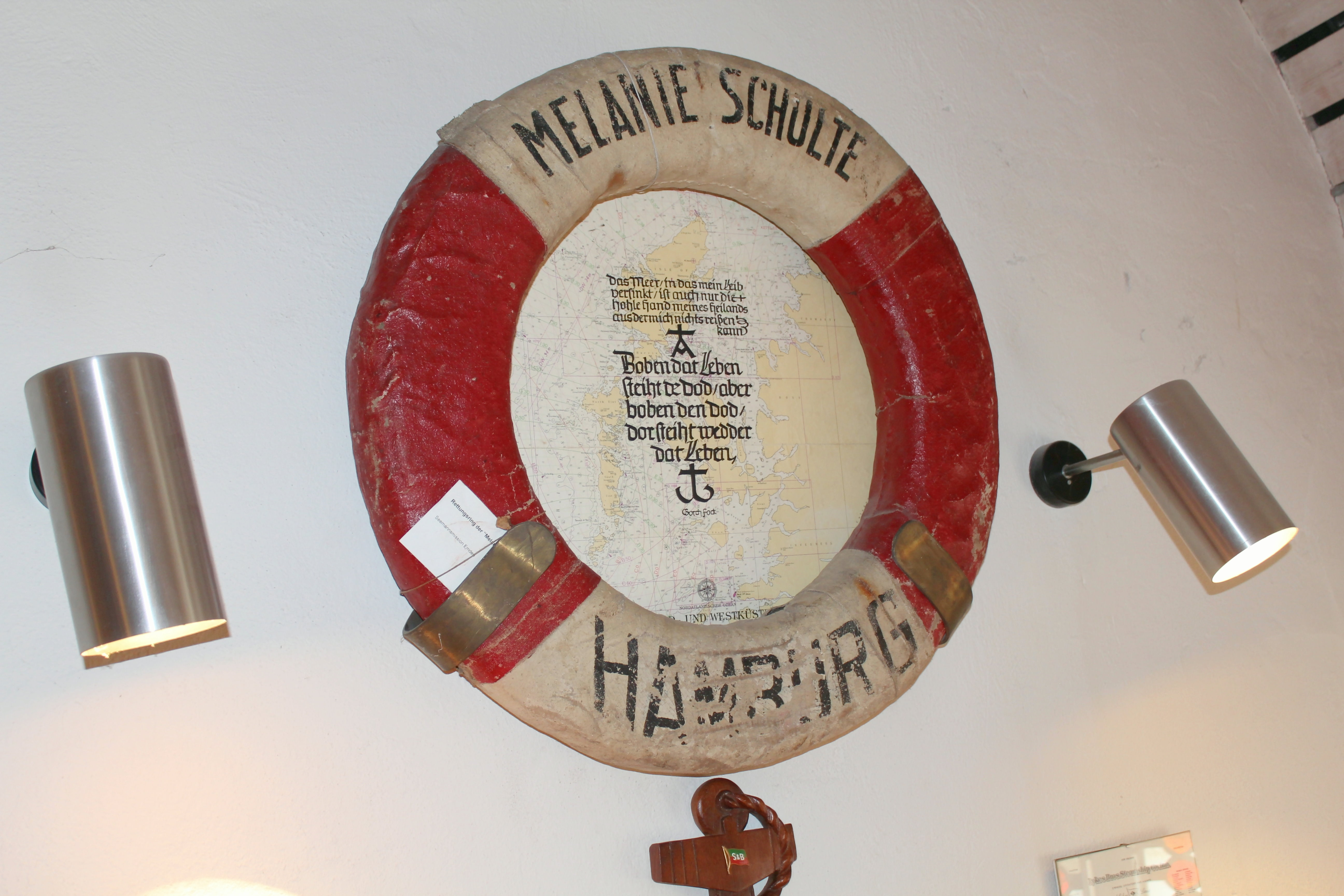
Der angespülte Rettungsring

Im Oktober 1953 verkündete der Germanische Lloyd in einem Rundschreiben an Reedereien eine Änderung der Erzbeladungsempfehlungen für solche Frachter, die nicht ausschließlich für die Erzfahrt, sondern auch für den Transport anderer Massengüter eingesetzt werden – also solchen wie der Melanie Schulte. Die neuen Empfehlungen der Klassifikationsgesellschaft enthielten in verschiedenen Abstufungen auf das zu befahrende Seegebiet anzuwendende Verteilungsschlüssel für die einzelnen Laderäume, die eine ausgewogenere Beladung der Schiffe sicherstellen sollten. Damit sollte eine Lastverteilung, die die Festigkeit der Schiffe gefährdet, ausgeschlossen werden.
Schon im Frühjahr 1953 zog man Vergleiche zwischen dem Untergang der Melanie Schulte mit dem fast genau ein Jahr zuvor erfolgten Verlust der Irene Oldendorff 1951 vor Borkum und dem des 1938 verschollenen Segelschulschiffs Admiral Karpfanger. Heute gilt das Sinken der Melanie Schulte neben dem Untergang des Segelschulschiffs Pamir 1957 und des Hapag-Lloyd-Frachters München 1978 als eines der größten Schiffsunglücke in der deutschen Handelsmarine der Nachkriegszeit. An den Frachter erinnert in Emden noch der in Benbecula angespülte Rettungsring. Er hängt in der Kapelle des Emder Seemannsheims.